# Fastly
Fastly est une entreprise américaine de cloud computing. Leur plateforme comprend entre autres un CDN et un service de répartition de charge.

## Histoire
Fastly est créé en 2011 par Artur Bergman, ancien directeur technique de Wikia.
En juin 2013, Fastly lève 10 millions de dollars.
En avril 2014, Fastly acquiert CDN Sumo, un plugin Heroku.
En septembre 2015, Google annonce un partenariat avec plusieurs fournisseurs de CDN, dont Fastly.
En avril 2017, Fastly lève 50 millions de dollars puis 40 millions supplémentaires 15 mois plus tard, en juillet 2018.
Le 17 mai 2019, Fastly est introduit en bourse au New York Stock Exchange,.
En août 2020, Fastly annonce l'acquisition de Signal Sciences, une entreprise de sécurité informatique, pour la somme de 775 millions de dollars.

## Opérations
Fastly possède 55 points de présence, dont près des deux tiers en Amérique du Nord et en Europe. Fastly supporte le protocole HTTP/3, la gestion des droits numériques (DRM) sur le contenu servi ou encore des tokens d'accès au contenu.
Le 8 juin 2021, un incident Fastly provoque une panne massive d'internet durant près de deux heures. De nombreux sites, tels que Twitter, Reddit, gov.uk, Twitch, Spotify, Amazon, The New York Times, The Guardian, CNN ou encore BBC deviennent inaccessibles,,. Fastly annonce quelques jours après que l'incident est dû à un bug dans ses logiciels qui s'est activé lors de la reconfiguration d'une connexion Internet d'un de ses clients,.